# Korn
Korn (stylizováno jako KoЯn) je americká metalová kapela založená roku 1993, původem z Bakersfieldu, Kalifornie. Současnými členy jsou: Jonathan Davis, James „Munky“ Shaffer, Brian „Head" Welch, Reginald „Fieldy“ Arvizu a Ray Luzier. Skupina vznikla po rozpadu kapely L.A.P.D, ve které působili tři členové Korn.
Kapela je považována za tvůrce a průkopníka nu-metalu, nového metalového stylu z 90. let. Je jednou z prvních skupin Nové vlny amerického heavy metalu.
Korn má na svém kontě 13 studiových alb a více než 40 milionů prodaných desek. Dále také osm nominací na cenu Grammy, z toho dvě vítězné (pro „Freak on a Leash" a „Here to Stay").
Korn se zformovali v roce 1993, v tom samém roce vydali své první demo, Neidermeyer's Mind. Na nahrávce (a mnoha dalších) se podílel bývalý člen Korn, David Silveria. Jejich debutové album Korn se dostalo do prodeje roku 1994. Skupina nahrála druhou desku, Life Is Peachy, v dubnu 1996 a světlo světa spatřila 15. října 1996. Follow the Leader znamená v kariéře Korn velký průlom, protože se umístila na prvním místě Billboard 200 (1998). Stejný úspěch si vydobyla i následující Issues (1999). Páté studiové album, Untouchables, se začalo prodávat 11. června 2002, pozdější Take a Look in the Mirror 21. listopadu 2003. Obě zmíněná CD se dostala do top 10 Billboard 200. První kompilační nahrávka od Korn se probila na čtvrté místo Billboard 200. See You on the Other Side zahajuje prodej 6. prosince 2005 a Untitled je po necelých dvou letech vydané 27. července 2007. Deváté album kapely, Korn III – Remember Who You Are, vyšlo 13. července 2010,The Path of Totality pak 2. prosince 2011. Následovala alba The Paradigm Shift (2013) a The Serenity of Suffering (2016). Nejnovější, třináctá, deska je pak The Nothing z roku 2019.

## Historie

### Počátky,Neidermeyer's Minddemo,Korn(1993–1995)
(Neid. Mind – rok vydání 1993 – první nu metalové album na světě, tímto albem se stali KoRn tvůrci a průkopníci tohoto metalového stylu)
(Korn album – 1994 – rok vydání)
Korn vznikli po rozpadu kapely L.A.P.D., která skončila kvůli závislosti jejich zpěváka Richard Morrilla na drogách. Reginald Arvizu, James Shaffer a David Silveria chtěli ve hraní pokračovat, rekrutovali kytaristu Briana Welche a založili kapelu s názvem Creep.
Na počátku roku 1993 se skupině velmi zalíbil zpěvák Jonathan Davis během vystoupení jeho kapely Sexart, přičemž mu nabídli připojení ke Creep. Davis neměl o vstoupení do skupiny zájem, ovšem později si svůj záměr rozmyslel, přišel na zkoušku a připojil se ke kapele (sám Davis tuto situaci rozebírá na DVD Who Then Now?). Poté, co byl Jonatha Davis naverbován, rozhodli se členové Creep změnit své jméno. Brzy přišel Davis s názvem Korn a jelikož se to líbilo všem, kapela se přejmenovala na Korn. Při této příležitosti vzal Jonathan do rukou pastelku a napsal jméno kapely, ovšem místo „C" použil „K" a obrátil písmeno „R".
V dubnu toho samého roku započala kapela společně s producentem Rossem Robinsonem nahrávat své první demo s názvem Neidermeyer's Mind. Korn měli velké potíže při hledání hudebního vydavatele, jelikož v prvním polovině 90. let dominoval rockové scéně převážně grunge. Po mnoha pokusech o sjednání nahrávací smlouvy uviděl Paul Pontius z Epic/Immortal Records skupinu při vystupování v nočním klubu, přičemž byl tak ohromen, že dojednal podepsaní smlouvy. S vydavatelem a schopným producentem za zády se kapela pustila do zhotovování studiového alba Korn.
Po hudební stránce je deska mixem heavy metalu, funk metalu, grunge a hip hopu. Kombinaci zmíněných hudebních žánrů předtím nikdo nepoužil a vzniklý styl dostal jméno nu metal. „Blind" je první singl z nahrávky, kterému se dostalo pouze minimálního zájmu rádií. Po vydání Korn (11. října 1994) kapela bez přestání vystupovala na koncertech, bez jakékoliv podpory z médií. Skupina se spoléhala pouze na své show a brzy je následovala velká skupina horlivých a oddaných fanoušků. Jen díky nim se CD Korn dokázalo probít do Billboard 200, obsadilo (v roce 1996) 72. místo a ve Spojených státech je 2x platinové (2000 000+). Píseň „Shoots and Ladders" obdržela nominaci Grammy (Best Metal Performance) a stala se tak první songem od Korn, kterému se této pocty dostalo. Skupina vyrazila na své první turné kde společně s Marilynem Mansonem předskakovala pro kapelu Danzig. Korn dále sdíleli pódia s interprety jako Megadeth, 311, Fear Factory, Flotsam, Jetsam a KMFDM. Avšak, první tour na které dostala skupina opravdu velký prostor bylo zahajování Ozzfestu po boku Deftones. Poté, co Korn předskakovali pro méně známé kapely jako Dimestore Hoods, Sugar Ray a Life of Agony se odebrali do studia a odstartovali nahrávání druhého studiového alba.

### Life Is Peachy(1996–1997)
Korn si opět jako producenta přizvali Rosse Robinsona a nahráli své druhé studiové album, Life Is Peachy, vydané 15. října 1996. Hudebně je album velmi podobné předešlému Korn, ale prosadil se na něm větší vliv funku, například na písních „Porno Creep" a „Swallow". Life Is Peachy obsahuje dvě cover verze, od kapely War „Low Rider", na níž Davis hraje na dudy a Welch zpívá, druhou Ice Cubeovu „Wicked" s přizvaným Chinem Morenem z Deftones. Aby dostali nahrávku do povědomí lidí, dělali Korn předskokany pro Metallicu a hojně využívali Internet. Life Is Peachy se v otevíracím týdnu prodalo více než 106 000 kusů, obsadilo 3. místo v Billboard 200 a ve Spojených státech bylo certifikováno jako 2x platinové. První singl, „No Place to Hide", byl navržen na cenu Grammy (Best Metal Performance). „A.D.I.D.A.S." je druhý singl z desky a jako jediný má své oficiální video. Korn se stávali stále populárnější, hlavně díky vystupování na festivalu Lollapalooza společně s Tool. Ovšem kapela musela své koncertování pozastavit, protože kytarista Shaffer chytil nebezpečnou meningitidu. Ještě ten samý rok Korn potvrdili svůj zájem o crossover při spolupráci s Los Angelským duem Dust Brothers na písni „Kick the P.A.". Tento song byl použit k soundtracku na film Spawn.
Ke konci roku 1997 Korn založili svoje vlastní hudební vydavatelství, Elementree Records. První interpreti, kteří se na vydavatelství zaregistrovala byli Videodrone, jejichž zpěvák (Ty Elam) dával Jonathanu Davisovi lekce ve zpívání. První platinový úspěch si Elementree Records připsali při vydání debutového alba pro kapelu Orgy. O kytaristovi Orgy Ryanu Shuckovi je známo, že vystupoval s Davisem a Elamem ve skupině Sexart. Během let se k tomuto vydavatelství připojili další muzikanti, například rapper Marz a rockeři Deadsy.

### Follow the Leader(1998–1999)
Tohle album je definitivní průlom do mainstreamu, bylo to první nu metalové album, které se stalo takto slavným
Předtím než Korn vydali své třetí studiové album, vytvořili týdenní online TV show, Korn TV, která dokumentovala tvorbu desky a uváděla mnohé hosty, jako pornohvězdu Rona Jeremyho, Limp Bizkit a 311. Projekt také dával šanci fanouškům, aby do TV show zavolali a zeptali se na to, co je nejvíce zajímá. Korn patří mezi první kapely využívající Internet takovým způsobem. Follow the Leader je název třetí studiové desky od skupiny, dostávající se do prodeje 18. srpna 1998. Na samotné nahrávce je ke slyšení mnoho přizvaných zpěváků, například Ice Cube, Tre Hardson z Pharcyde, Fred Durst z Limp Bizkit a herec Cheech Marin na bonusovém tracku „Earache My Eye".
Korn zorganizovali ohromné turné (připomínající svou mohutností až politickou kampaň), za účelem propagace Follow the Leader. Kapela vystupovala po celé Severní Americe, což v té době nebylo úplně obvyklé. Členové Korn mluvili s fanoušky a odpovídali na jejich dotazy v tzv. „fan conferences", které se odehrávali na každé zastávce. Navíc byly velmi časté autogramiády.
V první týdnu se prodalo 268 000 nosičů Follow the Leader, díky čemuž se CD vyšplhalo na první místo Billboard 200. Nahrávka obsahuje dva celosvětové singly, „Got the Life" a „Freak on a Leash". Oba prokázaly velkou popularitu Korn, navíc se jejich oficiální videa objevila v MTV Total Request Live, kde dlouhou dobu plnila televizní obrazovky. Singly se také dostali do hitparád Billboard, s „Freak on a Lesh" umisťující se v top 10 na rádiích Mainstream Rock Tracks a Modern Rock Tracks. Na druhém z nich strávila píseň celých 27 týdnu, více než se povedlo jakémukoliv songu od Korn.
Píseň „Freak on a Leash" vyhrála cenu Grammy za Best Music Video (nejlepší videoklip) a byla nominována na Best Hard Rock Performance (nejlepší hard rockové provedení). Video pro single také obdrželo dalších devět nominací v MTV Video Music Awards: Video of the Year (videoklip roku), Best Rock Video (nejlepší rockový videoklip), Breakthrough Video (průlomový videoklip), Best Direction (nejlepší režie), Best Special Effects (nejlepší speciální efekty), Best Cinematography (nejlepší kinematografie), Best Editing (nejlepší úpravy) a Viewer's Choice (cena diváků). Nakonec vyhrála dvě (Best Rock Video a Best Editing). Follow the Leader je prodejně nejúspěšnější album od Korn, v USA 5x platinové (5000 000+).
Ten samý rok co světlo světa spatřilo Follow the Leader, Korn odstartovali svůj vlastní festival nazvaný Family Values Tour. Korn samozřejmě celému velmi úspěšnému turné vévodili, společně s Incubus, Orgy, Limp Bizkit, Ice Cube a německou kapelou Rammstein. Byl rovněž zhotoven CD a DVD záznam tohoto festivalu. V roce 1999 převzali vedení Family Values Tour Limp Bizkit, s hostujícími Primus, Staind, The Crystal Method, Method Man & Redman a Filter. Korn se v soupisce vůbec nevyskytovali, ovšem párkrát překvapivě vystoupili, aby předvedli píseň „Falling Away From Me" z CD Issues. V roce 2000 se však turné nekonalo.

### Issues(1999–2001)
Čtvrté studiové album od Korn nese název Issues, začalo se prodávat 16. listopadu 1999 a produkoval ho Brendan O'Brien. Obal desky navrhl Alfredo Carlos, fanoušek, který vyhrál soutěž pořádanou MTV. Issues vyšlo během velmi hektického týdne, přinášejícího mnohé, dlouho očekávané nahrávky. Deska se umístila na prvním místě Billboard 200 s více než 573 000 prodanými kusy v otevíracím týdnu. Úspěch byl o to cennější, že Issues dokázalo v prodeji porazit Dr. Dre CD 2001 a největší hity Céline Dion (All the Way… A Decade of Song).
Aby oslavili vydání svého nového alba, vystupovali Korn před publikem ve slavném Apollo Theatre (New York), kde představili desku v její úplnosti. Představení bylo současně vysíláno rádii po celé Americe. Tímto koncertem se Korn stali první rockovou kapelou a druhými bílými muzikanty, kteří vystupovali v Apollo Theatre (první byl legendární Buddy Holly v padesátých letech 20. století). Tato speciální událost obsahovala pochodový buben od NYPD (New York City Police Department), dudy používané Richardem Gibbsem a také skupinu zpěváků, vytvářející doprovodný zpěv.
Na začátku toho samého roku se Korn objevili v sitcomu South Park, v epizodě Korn's Groovy Pirate Ghost Mystery, kde je také použit první singl z Issues, „Falling Away from Me" (byla to rovněž premiéra singlu). Kapela uvolnila z nahrávky ještě další dva singly, „Make Me Bad" a „Somebody Someone", oba dva v rádiích samozřejmě uspěly. Videoklipy byly nahrány pro všechny zmíněné písně. Fred Durst (dlouholetý přítel kapely) režíroval videoklip k „Falling Away from Me", Martin Weisz k „Make Me Bad" a také k „Somebody Someone", přičemž video k třetí písni obsahuje speciální efekty, jako CGI (Computer-generated imagery). Každé video se objevilo v Total Request Live, dvě z nich si vydobyla značný respekt. Issues bylo mnoha kritiky chápáno jako odklon od vlivu hip hopu a přiklonění spíše k alternativnímu/industriálnímu metalu. Album je ve Spojených státech certifikováno jako 3× platinové (3 000 000+).

### Untouchables(2002–2003)
11. června 2002, po roce a půl tvrdé práce zaštítěné neméně dlouhým nahrávacím obdobím se na světla reflektorů vynořilo páté studiové album od Korn, Untouchables. Deska prodala v prvním týdnu 434 000 kopií, debutoval tak na druhém místě Billboard 200 (předehnalo jí pouze CD The Eminem Show). Ačkoliv je Untouchables kritiky velmi kladně přijímána, prodeje byly pro Korn neuspokojivé. Nahrávka je v USA prohlášena pouze jako 1x platinová (1000 000+). Samotná kapela přičítala nelichotivé prodeje internetovému pirátství, protože tři měsíce před oficiálním vydáním Untouchables se na Internetu objevila neupravená verze alba.
Před odstartováním prodeje Untouchables byla pořádána velkolepá show v Hammerstein Ballroom (New York), která byla ke zhlédnutí v mnoha amerických kinech. Album obsahuje různé zvláštní efekty: elektronické beaty, smyčcové nástroje a pestrou paletu kytarových vymožeností. Žádný z těchto z těchto unikátních jevů se neobjevil na předešlém CD. Celkový dojem Untouchables se drasticky liší od jejich předchůdkyň. Tento pocit je patrný hlavně na písních „Alone I Break", „Hating" a „Hollow Life". Tyto songy navíc zpěvák Jonathan Davis označila z jeho nejoblíbenější (co se písní kapely týče).
První dva videoklipy z Untouchables („Here to Stay" a „Thoughtless") byly režírovány dvojicí Hughes brothers (známí za své filmy Menace II Society a Z pekla). Ve videoklipu k písni „Here to Stay" najdeme členy Korn vystupující uvnitř televize, která vysílá kontroverzní příběhy a současné problémy. Samotný singl vyhrál cenu Grammy za Best Metal Performance, přičemž je to také zatím nejúspěšnější song od Korn v rádiu Modern Rock Tracks. „Thoughtless" zobrazuje některé scény z dětství Jonathana Davise, hlavní postava je ve videoklipu šikanována a soustavně bita. Video pro poslední singl z alba, „Alone I Break", bylo režírováno Seanem Dackem, výhercem soutěže pořádané stanicí MTV. Snímek je pojatý ve stylu reality show, kde všichni členové Korn postupně zemřou.

### Take a Look in the Mirror,Greatest Hits: Volume 1, odchod Welche (2003–2005)
Dříve než kapela vydala své další album, objevil se 22. července 2003 v rádiích nový singl, „Did My Time". Píseň byla určena k propagaci filmu Lara Croft Tomb Raider: The Cradle of Life, ovšem na finálním soundtracku se neobjevila. Ve videoklipu k písni hrála Angelina Jolie a režírování se ujal Dave Meyers. „Did My Time" se stal čtvrtým singlem od Korn, který obdržel nominaci Grammy, opět za Best Metal Performance. Take a Look in the Mirror značí snahu skupiny o návrat k více agresivnímu zvuku, vyskytujícího se na prvních dvou deskách. CD obsahuje klasickou rap metalovou píseň „Play Me" a bonusovou živou verzi písně „One" od Metallicy. Take a Look in the Mirror je první album od Follow the Leader, která splňuje zmíněné atributy. Deska okupovala deváté místo v Billboard 200 a RIAA (Recording Industry Association of America) ji prohlásila za platinovou. Z Take a Look in the Mirror pochází čtyři singly, „Did My Time", „Right Now", „Y'All Want a Single" a „Everything I've Known", umisťující se v Billboards Mainstream Rock Tracks na #12, #11, #23 a #30 místě.
Korn zpracovali své největší hity na albu Greatest Hits, Vol. 1, vydaného 5. října 2004. Deska se umístila na čtvrtém místě Billboard 200 s týdenními prodeji činící 129 000 kusů. Nahrávka obsahuje dvě cover písně a většinu singlů od Korn, které vytvořili během jejich desetileté kariéry. První cover song nese název „Word Up!" a pochází od kapely Cameo. Na druhém použili Korn všechny tři části Pink Floyd písně „Another Brick in the Wall". Greatest Hits Vol. 1 také obsahuje zremixovanou verzi hitu „Freak on a Leash". Speciální edice zahrnuje DVD s titulkem Korn: Live at CBGB. Na DVD je záznam koncertu kapely (hrající sedm písní) v CBGB (14. listopadu 2003).
Ještě před začátkem práce na desce See You on the Other Side, oznámil kytarista Brian „Head" Welch, že si vyvolil Pána Ježíše Krista jako svého spasitele a tomuto závazku podřídí celý svůj hudební život. Tímto opustil kapelu Korn. Spekulace o mystifikaci či kanadském žertu se nepotvrdili, z Welche se stal velmi věřící člověk, dokonce se nechal pokřtít v řece Jordán. Odchod Briana Welche byl první oficiální změnou sestavy Korn v celé její historii.

### See You on the Other Side(2005–2006)

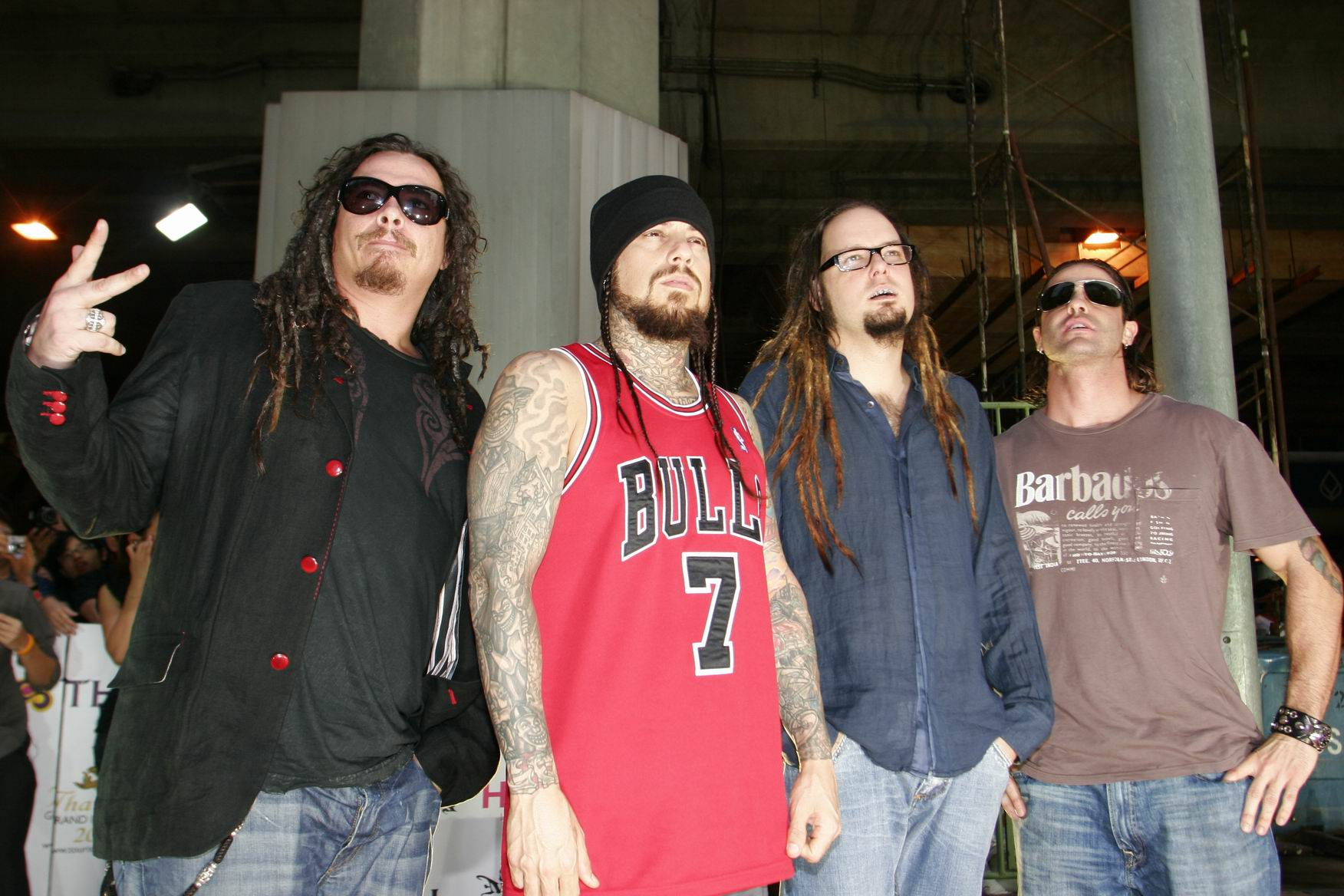
Členové skupiny Korn

Poté, co Korn vypršela nahrávací smlouva se Sony, skupina uzavřela dohodu s EMI a přešla k Virgin Records. Jak Korn tak Virgin Records si vyšli vstříc, vydavatelství vyplatilo kapele 25 miliónů dolarů a zato si nárokovalo část výdělků následujících dvou alb. Navíc si Virgin Records přivlastnilo určité peníze ze pořádání festivalů, prodej lístků a jiné zdroje zisků Korn.
První studiová deska vydaná pod taktovkou Virgin Records vtrhla do prodeje 6. prosince 2005 a jmenuje se See You on the Other Side. Album vstupuje do Billboard 200 na třetím místě a v první týdnu prodává skoro 221 000 kusů. Nahrávka dokázala v hitparádě vydržet po úctyhodných 34 týdnů. První singl z desky, „Twisted Transistor", byl ztvárněn v komickém videoklipu režírovaném Davem Meyersem, ve kterém rapové hvězdy Xzibit, Lil' Jon, Snoop Dogg a David Banner hrají členy Korn. Samotná píseň se probila na třetí místo rádia Mainstream Rock Tracks (nejvyšší pozici co singl od Korn obsadil) a deváté místo v rádiu Modern Rock. Ve druhém videoklipu k písni „Coming Undone" vystupuje skupina na poušti, přičemž režisérem videa je Little X, který režíruje spíše hip hopová a R&B videa. See You on the Other Side je ve Spojených státech certifikováno jako platinové a prodalo již přes dva miliony kopií po celém světě.
Korn uspořádali 13. ledna 2006 tiskovou konferenci v Hollywood Forever Cemetery, kde potvrdili zahájení tzv. See You on the Other Side Tour. Skupiny 10 Years a Mudvayne byly vybrány jako zahajovací kapely pro každé vystoupení tohoto festivalu, který odstartoval v domovské městě Korn, Bakersfieldu, na což starosta Harvey Hall označil tento den (26. února) za „Korn Day". Vzkříšení Family Values Tour se odehrálo 18. února 2006, Deftones, Stone Sour, Flyleaf a japonská metalová kapela Dir en grey zde předvedli své schopnosti. Korn a Evanescence ovládli Family Values Tour 2007 po boku interpretů Atreyu, Flyleaf, Hellyeah a Trivium.
Během propagace alba See You on the Other Side v Evropě byla zpěváku Jonathanu Davisovi diagnózována idiopatická trombocytopenická purpura. Kvůli této závažné nemoci musel Davis strávit víkend v nemocnici a nemohl vystupovat na proslulém
Download Festivalu. Skupina ovšem stále koncertovala díky hostujícím zpěvákům, jako byl Corey Taylor ze Slipknot/Stone Sour, frontman kapely Skindred Benji Webbe a M. Shadows ze Avenged Sevenfold. I tak Korn odvolali zbytek evropského turné a zrušili svojí účast na festivalech Hellfest a Summer Open Air. Zpočátku nebylo publikum a fanoušci vůbec informováni o stavu Jonathana Davise, než jim zmíněný zpěvák poslal vysvětlující dopis.

### Untitled,MTV Unplugged, odchod Davida Silverii (2006–2008)

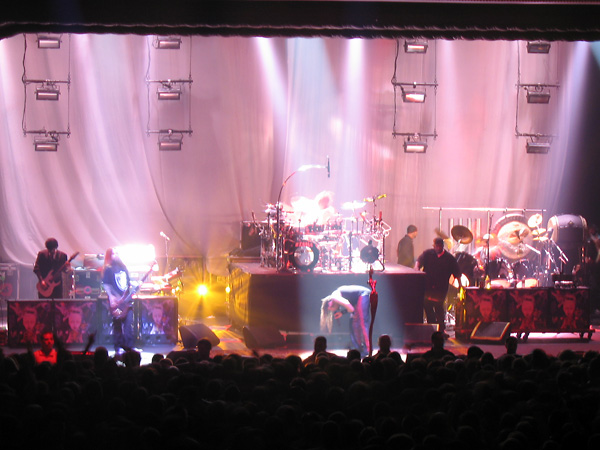
Korn živě na Live on the Other Side (2006)

Na počátku prosince byli fanoušci informováni, že zakládající člen Korn, bubeník David Silveria, si bere nespecifikovanou přestávku a nějakou dobu nebude s kapelou. Poté Korn vystupovali ve studiu MTV na Times Square (9. prosince 2006), za účelem vydání akustického alba MTV Unplugged: Korn, které bylo 23. února 2007 vysíláno online skrz MTV.com a 2. března 2007 jej odvysílaly stanice po celém světě. Publikum se skládalo pouze z 50 lidí a Korn odehráli celkem 14 akustických písní, z toho dvě MTV nepřenášela. Na nahrávce spolupracovali různí muzikanti, například The Cure a Amy Lee z Evanescence. MTV Unplugged: Korn prodalo 51 000 nosičů v otevíracím týdnu a umístilo se na devátém místě Billboard 200.
Korn vypustili 31. července 2007 své Untitled (nenazvané) album. Deska prodala první týden 123 000 kusů a umístila se na druhém místě Billboard 200. Celkové prodeje v Americe činí něco přes 500 000, CD je tedy tzv. zlaté. Při práci na Untitled se skupina dohodla s Virgin Records na přizvání klávesisty Zaca Bairda, který propůjčil písním více hlubší, atmosféričtější zvuk. Místo Davida Silverii se za bubny ocitl Terry Bozzio a Brooks Wackerman z Bad Religion. Joey Jordison z kapely Slipknot hrál na bubny během živých vystoupeních, dokud Korn nepřijali Raye Luziera, kvůli již oficiálnímu odchodu Silverii. Písně „Evolution" a „Hold On" byly označeny za singly a prosadily se v rádiích, mimo jiné v rádiu Mainstream Rock Tracks na čtvrtém a devátém místě. Třetí singl, „Kiss", byl realizován v dubnu 2008, ovšem i po měsíci od jeho uvolnění ho neodvysílala žádná rádio stanice.

### Korn III: Remember Who You Are(2008–2010)
Ubisoft v říjnu informoval, že Korn napsali a nahráli originální píseň inspirovanou hrou „Haze“, přičemž název songu zní také „Haze“. Píseň byla dokončena 22. února 2008. Úplně poprvé v herním průmyslu byla „Haze“ hrána jako plnohodnotný singl opatřený videoklipem a nefigurovala pouze v exkluzivním downloadu k video hře.
Dne 12. května 2008 Korn vydali nové živé album, Korn: Live in Montreux 2004. Na tomto vystoupení byla ještě zakládající sestava kapely. Dodatečně (29. února 2008) se do prodeje dostala druhé kompilační CD (největší hity) od skupiny nazvané Playlist: The Very Best of Korn.
Dne 12. února 2009 Korn hráli na Rock Festu ve městě Cadotta (Wisconsin). Také byli k vidění na třetím Rock on the Range v Columbusu v Ohiu. Dále se kapela objevila na britském Download Festivalu po boku Faith No More a na německých turné Rock am Ring a Rock im Park. V roce 2009 někteří členové Korn (Jonathan Davis hrající na bubny, Fieldy na basu a Munky na kytaru) účinkovali ve videoklipu Lil Wayne „Prom Queen“. Během všech zmíněných vystoupení již na veřejnost pronikaly informace o psaní nového alba.
Dne 20. ledna 2010 se na oficiálních stránkách Mayhem Festivalu oznámila účast Korn na zmíněném festivalu, společně s interprety Rob Zombie, Lamb of God a Five Finger Death Punch. Mezitím byla potvrzena účast producenta Rosse Robinsona (producenta prvních dvou alb Korn) na připravované desce. Samotná skupina informovala, že nadcházejícím CD se chtějí vrátit do svých více agresivních a přímočařejších začátků.
Dne 12. února 2010 byl odhalen název nového alba: Korn III – Remember Who You Are. 23. února Korn přešli k vydavatelství Roadrunner Records. 25. února se zveřejnil oficiální track list desky a konečně 4. května Korn vypustili do rádií první singl, „Oildale (Leave Me Alone)“. Podle posledních zpráv mělo Korn III – Remember Who You Are vyjít 13. července 2010. Album se probojovalo na druhé místo Billboard 200 se 63 000 prodanými kusy v otevíracím týdnu.

### The Path of Totality(2011–2012)

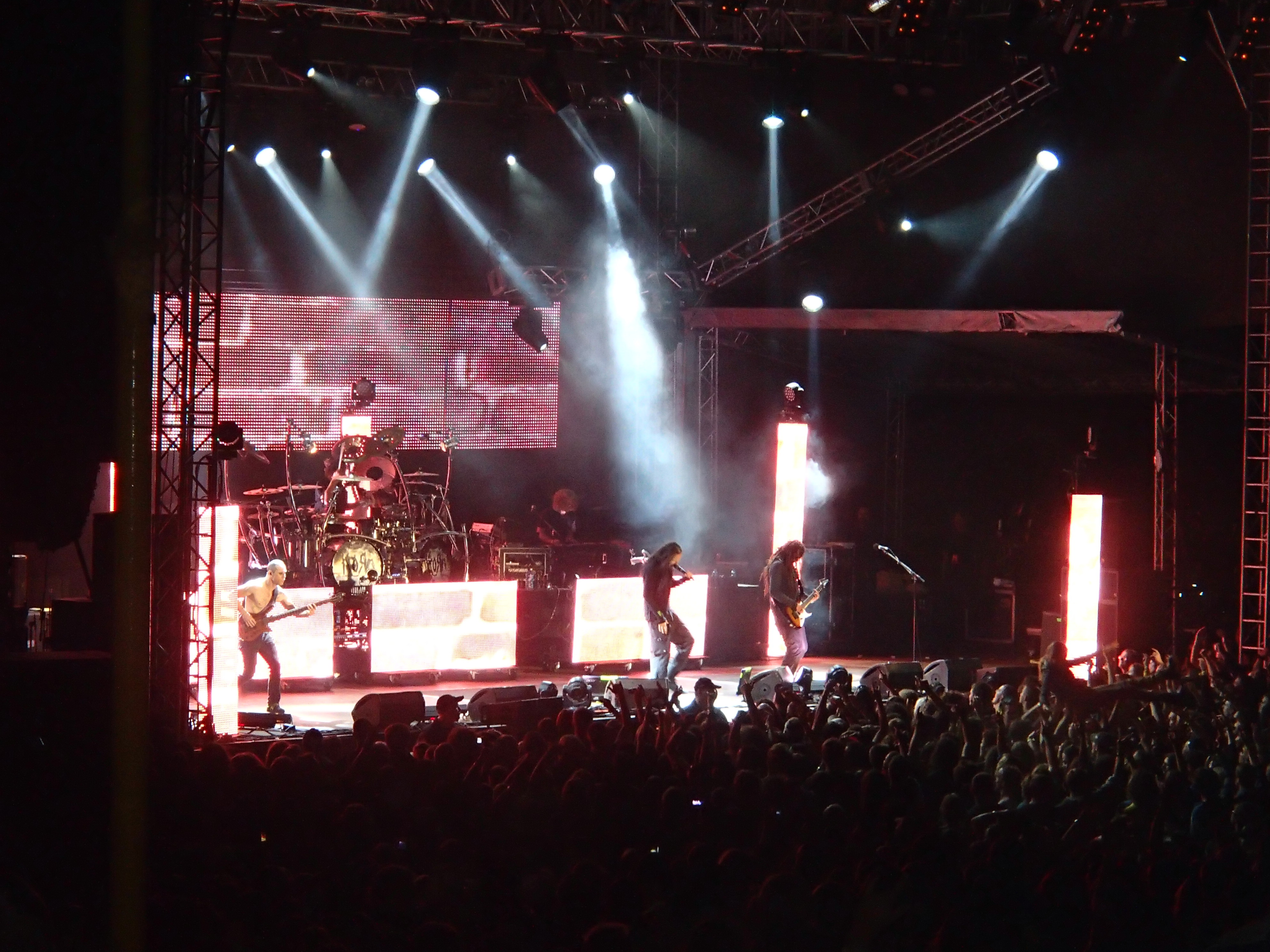
Korn na Trutnovském festivalu (2012)

Skupina na desátém studiovém albu spojila svůj hudební styl s elektronickou hudbou. Nu metal a alternativní metal se zde mísí s žánry dubstep, drum and bass a electro house. Na produkci alba se podíleli Skrillex, Feed Me, Kill the Noise, Noisia, Datsik, 12th Planet, Downlink a Excision.
První singl „Get Up!“, který produkoval Skrillex, byl vydán 6. května 2011. Druhý singl, „Narcissistic Cannibal“, vyšel 18. října 2011, produkovali jej Skrillex a Kill the Noise. Album samotné pak bylo v Evropě vydáno 2. prosince 2011.

### The Paradigm Shift,The Serenity of Suffering(2012–2016)
18. července 2012 Jonathan Davis řekl magazínu Billboard, že se připravují na nahrávání svého jedenáctého studiového alba, které bude vydáno nezávisle. Nové album by na rozdíl od The Path of Totality nemělo být ovlivněno dubstepem a mělo by se vrátit zpět do undergroundové scény. Kytarista James „Munky“ Shaffer zmínil v interview pro Phoenix NewTimes, že poslední album bylo příliš slabé a že nové by mělo mít více agresivnější kytary a melodické vokály, ale stále budou jednou nohou v elektronické hudbě, jen se odkloní od dubstepu a budou se snažit jít zpátky do starší, tvrdší tvorby.
Dne 19. února 2013 Korn zveřejnili na Facebooku fotku, na které byli společně s bývalým členem Brianem Welchem, jenž s nimi na začátku roku 2013 absolvoval rovněž pár vystoupení. Dne 1. října 2013 pak očekávané jedenácté album s názvem The Paradigm Shift vyšlo. Dalším albem bylo The Serenity Of Suffering z roku 2016.

### The Nothing(2019)
V červnu 2019 bylo oznámeno vydání třináctého alba, když byl dne 25. června představen singl „You'll Never Find Me“. Deska s názvem The Nothing vyšla v pátek 13. září 2019.

### Requiem(2022)
4. února 2022 kapela vydala čtrnácté album v pořadí s názvem Requiem.

## Členové

### Současní členové
- Jonathan Davis – zpěv, dudy (1993-dosud)
- Reginald „Fieldy“ Arvizu – baskytara (1993-dosud) (od roku 2021 dočasně na přestávce)
- James Christian „Munky“ Shaffer – kytara, zpěv (1993-dosud)
- Brian „Head" Welch – kytara, zpěv (1993-2005, 2013-dosud)
- Ray Luzier – bicí (2008-dosud)

### Hostující členové
- Ra Díaz – baskytara (2021-dosud)
- Davey Oberlin – klávesy (2017-dosud)

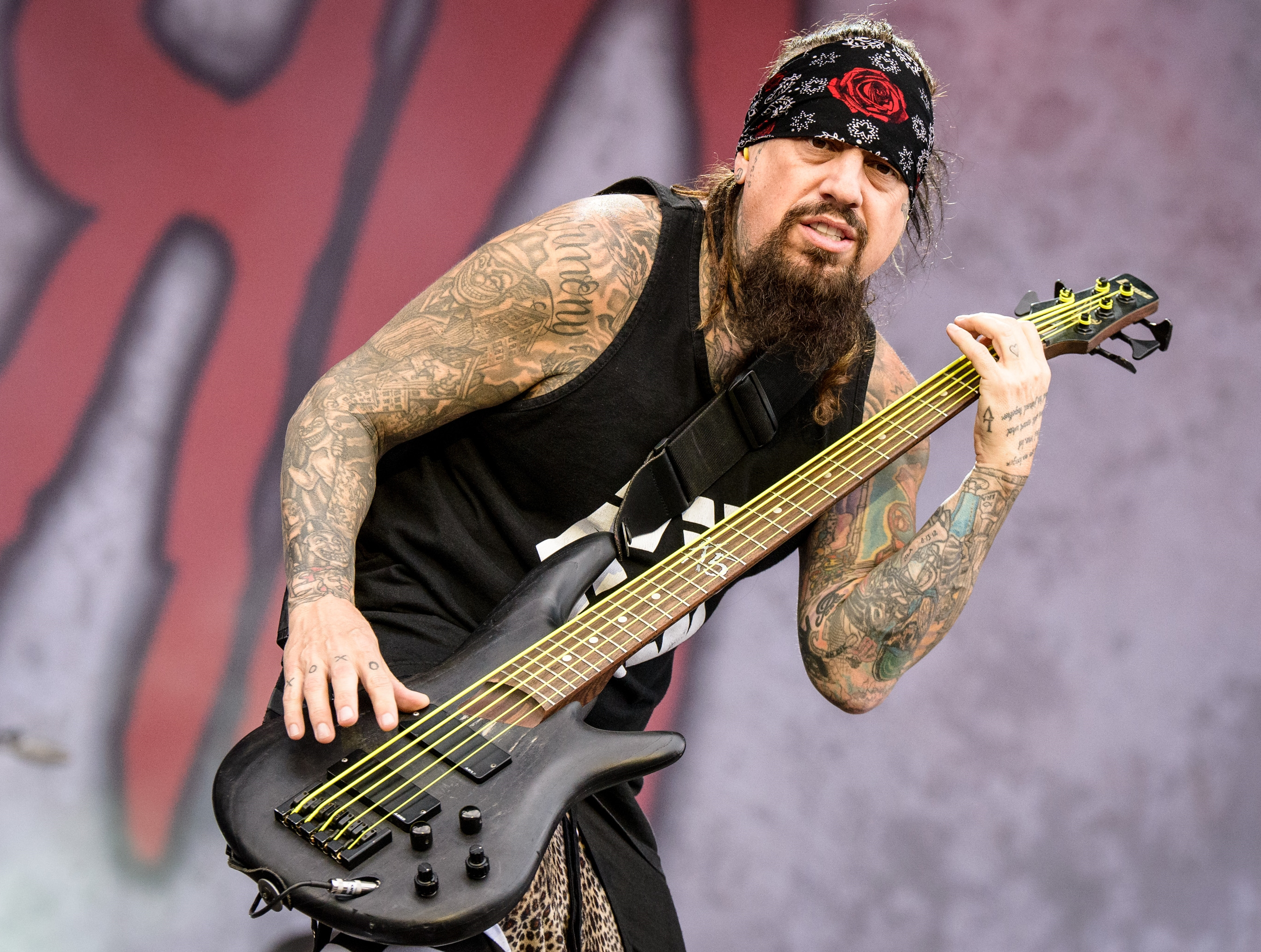
Reginald „Fieldy“ Arvizu
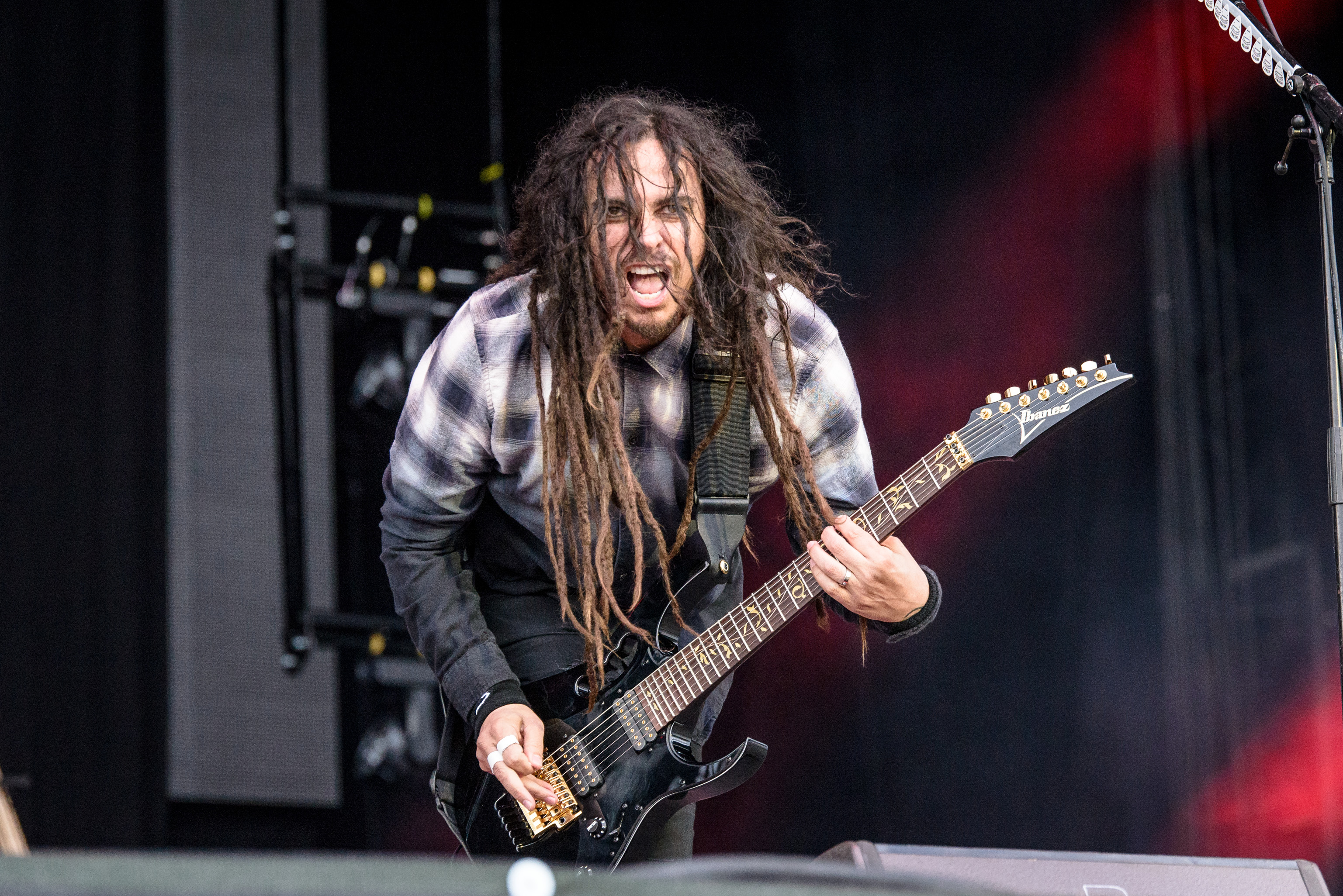
James „Munky“ Shaffer
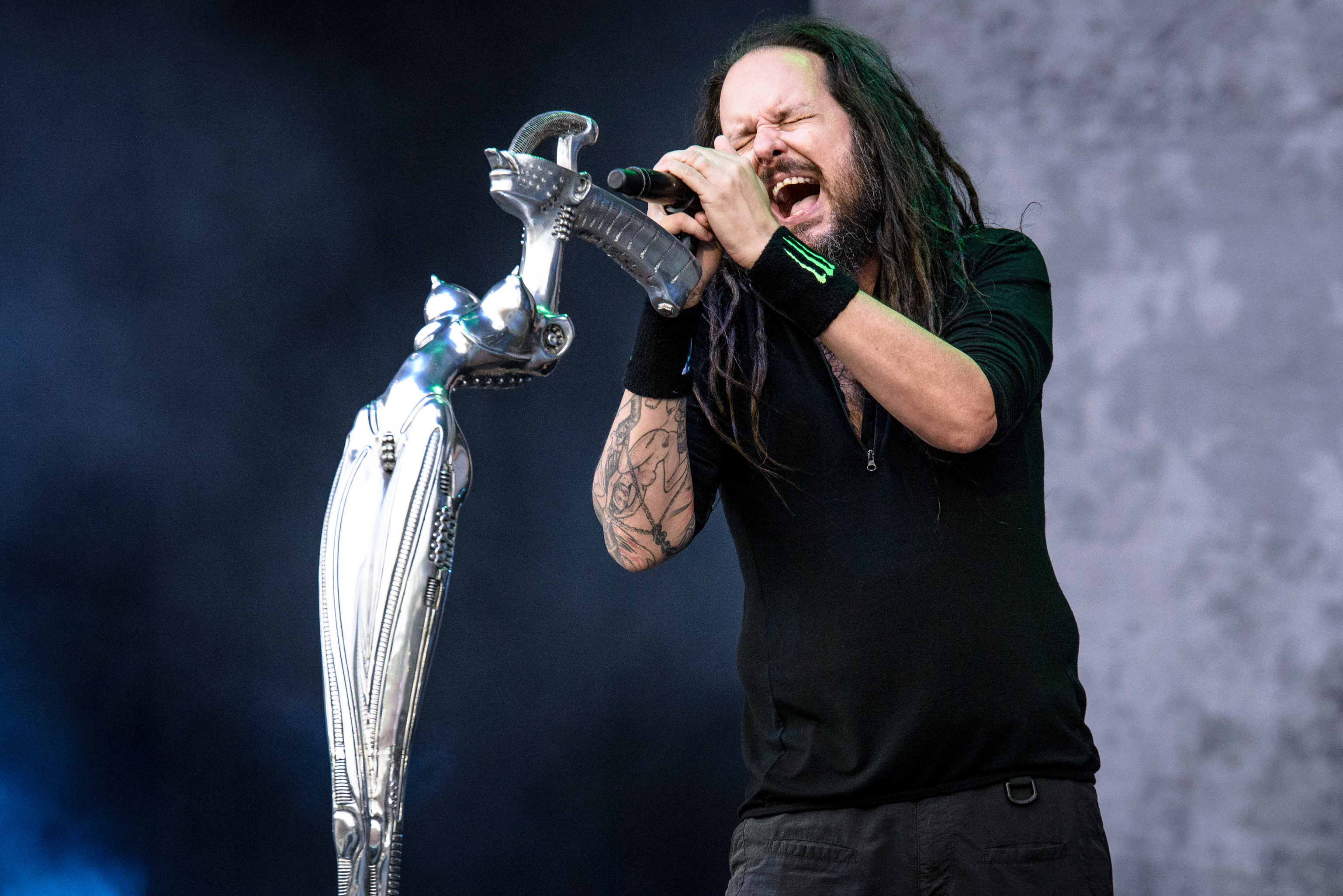
Jonathan Davis
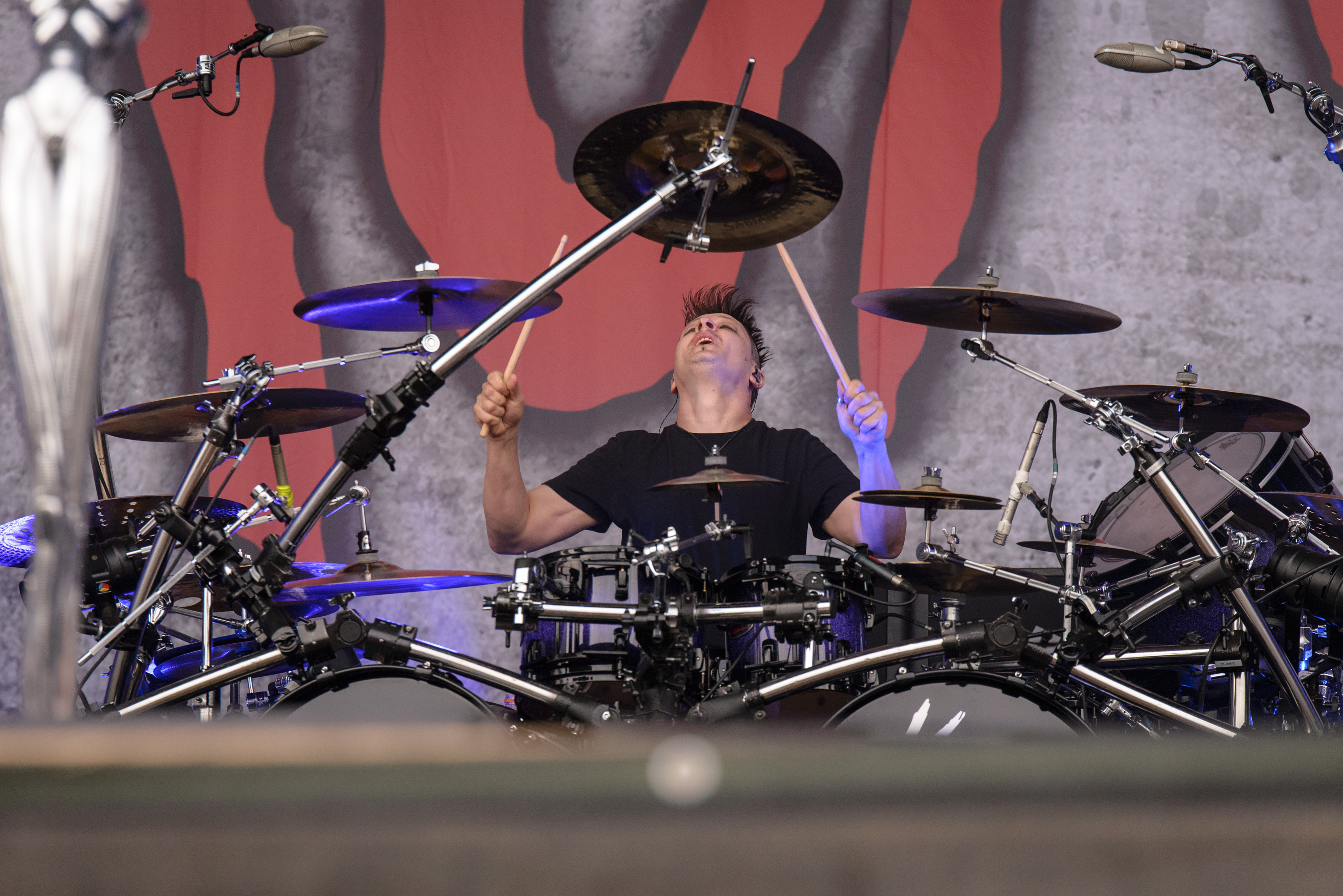
Ray Luzier
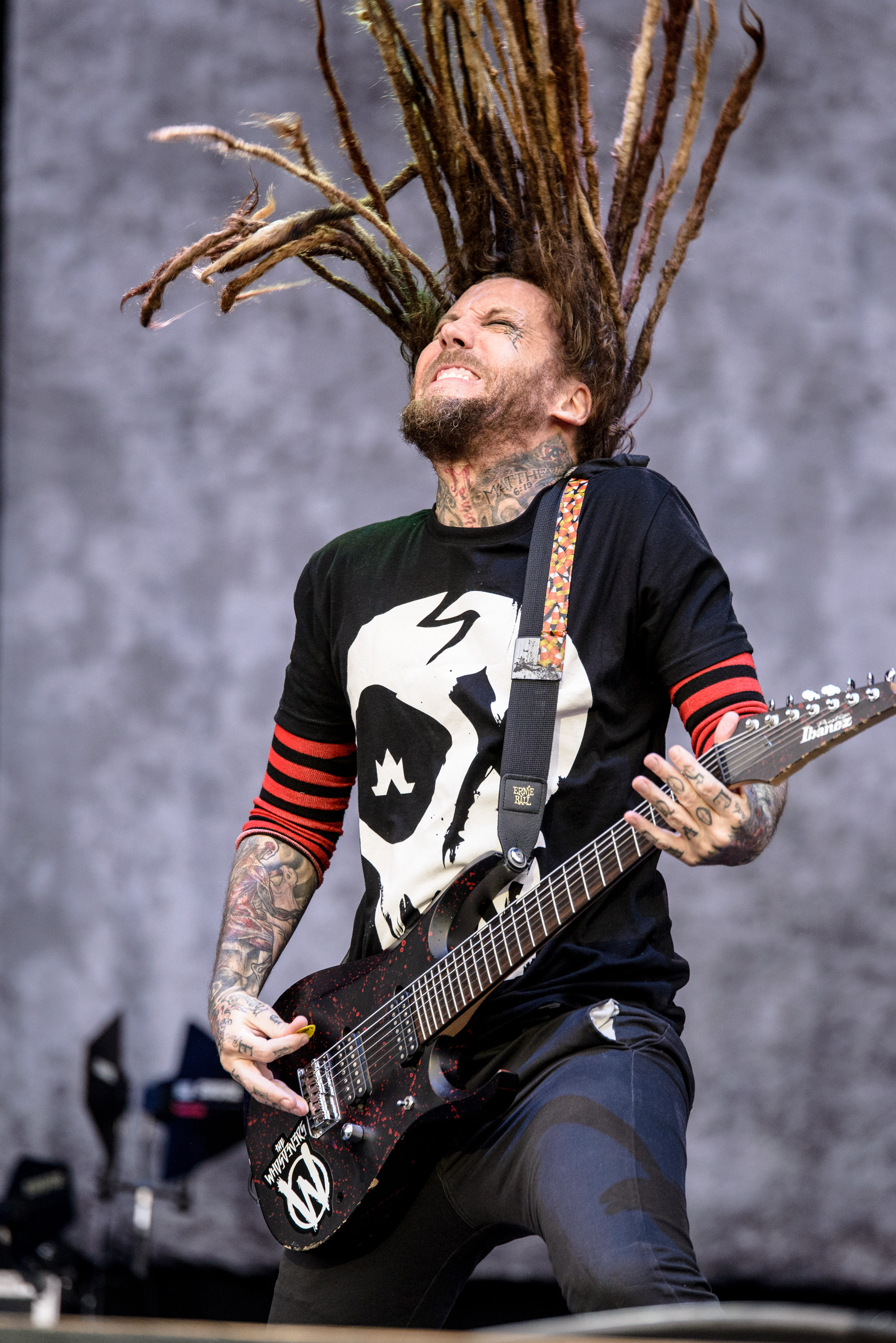
Brian „Head“ Welch

### Bývalí členové
- David Silveria – bicí (1993–2006)

### Bývalí hostující členové
- Terry Bozzio – bicí – záskok za Silveriu při nahrávání alba Untitled
- Rob Patterson – kytara – Nahradil „Heada" před Evropským turné v roce 2005.
- Joey Jordison – bicí – live 2007, 2008 (mj. Hodokvas (SK))
- Ra Diaz – basová kytara (2021 – dodnes)
- Zac „Horse“ Baird – klávesy (2006–2016)

## Diskografie

### Studiová alba
| 1994                                                     | Korn - Vydáno: 11. října 1994 - Vydavatel: Immortal (#66633) - Formát: CD, CS, LP                        | 72 | 46 | —  | 30 | —  | —  | —  | —  | 56 | —  | 10 | —  | 181 | US: 2× Platinová AUS: Platinová                                            |
| 1996                                                     | Life Is Peachy - Vydáno: 15. října 1996 - Vydavatel: Immortal (#67554) - Formát: CD, CS, LP              | 3  | 26 | 21 | 32 | —  | 43 | —  | 85 | 87 | 24 | 1  | —  | 32  | US: 2× Platinová AUS: Platinová CAN: Zlatá                                 |
| 1998                                                     | Follow the Leader - Vydáno: 18. srpna 1998 - Vydavatel: Immortal (#69001) - Formát: CD, CS, LP           | 1  | 1  | 7  | 1  | —  | 4  | 5  | 12 | 7  | 5  | 1  | 24 | 5   | US: 5× Platinová AUS: 3× Platinová CAN: 3× Platinová NLD: Zlatá            |
| 1999                                                     | Issues - Vydáno: 16. listopadu 1999 - Vydavatel: Immortal (#63710) - Formát: CD, CS, LP                  | 1  | 1  | 13 | 2  | 86 | 4  | 12 | 9  | 13 | 10 | 2  | 42 | 37  | US: 3× Platinová AUS: 2× Platinová CAN: 2× Platinová GER: Zlatá NLD: Zlatá |
| 2002                                                     | Untouchables - Vydáno: 11. června 2002 - Vydavatel: Immortal (#61488) - Formát: CD, CS, LP               | 2  | 2  | 2  | 3  | 5  | 3  | 6  | 1  | 13 | 8  | 4  | 7  | 4   | US: Platinová AUS: Platinová UK: Zlatá                                     |
| 2003                                                     | Take a Look in the Mirror - Vydáno: 21. listopadu 2003 - Vydavatel: Immortal (#90335) - Formát: CD, LP   | 9  | 10 | 2  | —  | 14 | 10 | 14 | 8  | 21 | 27 | 19 | 18 | 53  | US: Platinová AUS: Zlatá GER: Zlatá                                        |
| 2005                                                     | See You on the Other Side - Vydáno: 6. prosince 2005 - Vydavatel: Virgin (#45889 2) - Formát: CD, LP, DI | 3  | 19 | 7  | —  | 11 | 18 | 24 | 12 | 37 | 37 | 8  | 35 | 71  | US: Platinová AUS: Zlatá CAN: Zlatá GER: Zlatá                             |
| 2007                                                     | Untitled - Vydáno: 31. července 2007 - Vydavatel: Virgin (#03878 2 3) - Formát: CD, LP, DI               | 2  | 11 | 3  | 5  | 9  | 2  | 8  | 3  | 32 | 24 | 3  | 17 | 15  | US: Zlatá                                                                  |
| 2010                                                     | Korn III – Remember Who You Are - Vydáno: 13. července 2010 - Vydavatel: Roadrunner - Formát: CD, LP, DI | 2  | 8  | 3  | 4  | 8  | 14 | 14 | 4  | 20 | 34 | 5  | 23 | 23  |                                                                            |
| 2011                                                     | The Path of Totality - Vydáno: 2. prosince 2011 - Vydavatel: Roadrunner (#77282) - Formát: CD (+DVD), DI |    |    |    |    |    |    |    |    |    |    |    |    |     |                                                                            |
| 2013                                                     | The Paradigm Shift - Vydáno: 8. října 2013 - Vydavatel: Prospect Park - Formát: CD, LP                   |    |    |    |    |    |    |    |    |    |    |    |    |     |                                                                            |
| 2016                                                     | The Serenity of Suffering - Vydáno: 21. října 2016 - Vydavatel: Roadrunner - Formát: CD, LP              |    |    |    |    |    |    |    |    |    |    |    |    |     |                                                                            |
| 2019                                                     | The Nothing - Vydáno: 13. září 2019 - Vydavatel: Roadrunner, Elektra - Formát: CD, LP                    |    |    |    |    |    |    |    |    |    |    |    |    |     |                                                                            |
| 2022                                                     | Requiem - Vydáno: 4. února 2022 - Vydavatel: Loom Vista, Concord - Formát:                               |    |    |    |    |    |    |    |    |    |    |    |    |     |                                                                            |
| „—" znamená album, které se neumístilo v dané hitparádě. | |    |    |    |    |    |    |    |    |    |    |    |    |     |                                                                            |

### Živá alba
| 2006                                                     | Live & Rare - Vydáno: 9. května 2006 - Vydavatel: Immortal (#82247) - Formát: CD             | 51 | —  | 38 | 64 | 100 | 72 | —  | —  | —  | 193 |
| 2007                                                     | MTV Unplugged: Korn - Vydáno: 6. března 2007 - Vydavatel: Virgin (#86027 2) - Formát: CD, DI | 9  | 45 | 10 | 48 | 60  | 23 | 58 | 54 | 11 | 131 |
| „—" znamená album, které se neumístilo v dané hitparádě. |                                                                                              |    |    |    |    |     |    |    |    |    |     |

### Kompilace
| Rok  | Název alba                                                                                | Umístění v hitparádách | Umístění v hitparádách | Umístění v hitparádách | Umístění v hitparádách | Umístění v hitparádách | Umístění v hitparádách | Umístění v hitparádách | Umístění v hitparádách | Umístění v hitparádách | Umístění v hitparádách | Certifikace                           |
| Rok  | Název alba                                                                                | US                     | AUS                    | AUT                    | CHE                    | FIN                    | GER                    | NLD                    | NOR                    | NZ                     | UK                     | Certifikace                           |
| ---- | ----------------------------------------------------------------------------------------- | ---------------------- | ---------------------- | ---------------------- | ---------------------- | ---------------------- | ---------------------- | ---------------------- | ---------------------- | ---------------------- | ---------------------- | ------------------------------------- |
| 2004 | Greatest Hits, Vol. 1 - Vydáno: 5. října 2004 - Vydavatel: Immortal (#92700) - Formát: CD | 4                      | 8                      | 10                     | 22                     | 20                     | 17                     | 60                     | 12                     | 3                      | 22                     | US: Platinová AUS: Zlatá UK: Stříbrná |

### Dema
| Rok  | Název alba                                                        |
| ---- | ----------------------------------------------------------------- |
| 1993 | Neidermeyer's Mind - Vydáno: 1993 - Vydavatel: Žádný - Formát: CS |

### EP
| 1997                                                  | Live at the Palace - Vydáno: 1997 - Vydavatel: Immortal - Formát: CD, CS                   | —  |
| 1999                                                  | All Mixed Up - Vydáno: 16. listopadu 1999 - Vydavatel: Immortal (#30388) - Formát: CD, CS  | 99 |
| 2005                                                  | The Other Side - Vydáno: 31. října 2005 - Vydavatel: Virgin - Formát: DI                   | —  |
| 2005                                                  | The Other Side, Part 2 - Vydáno: 14. listopadu 2005 - Vydavatel: Virgin - Formát: DI       | —  |
| 2009                                                  | Korn 2009 Digital EP - Vydáno: 28. září 2009 - Vydavatel: Žádný - Formát: Digital Download | —  |
| „—" znamená EP, které se neumístilo v dané hitparádě. |                                                                                            |    |

### Singly
| 1995                                              | „Blind"                                                  | —   | —  | —  | —  | —  | —  | —  | —  | —  | —   |            | Korn                            |
| 1995                                              | „Shoots and Ladders"                                     | —   | —  | —  | —  | —  | —  | —  | —  | —  | —   |            | Korn                            |
| 1996                                              | „No Place to Hide"                                       | —   | —  | —  | —  | —  | —  | —  | —  | —  | 26  |            | Life Is Peachy                  |
| 1997                                              | „A.D.I.D.A.S."                                           | 113 | —  | —  | 45 | —  | —  | —  | —  | —  | 22  |            | Life Is Peachy                  |
| 1997                                              | „Good God"                                               | —   | —  | —  | 81 | —  | —  | —  | —  | —  | 25  |            | Life Is Peachy                  |
| 1998                                              | „Got the Life"                                           | —   | 15 | 17 | 26 | —  | —  | —  | —  | —  | 22  | AUS: Zlatá | Follow the Leader               |
| 1999                                              | „Freak on a Leash"                                       | 106 | 10 | 6  | 22 | —  | —  | 58 | —  | 23 | 24  | AUS: Zlatá | Follow the Leader               |
| 1999                                              | „Falling Away from Me"                                   | 99  | 7  | 7  | 62 | —  | —  | 86 | —  | 77 | 24  |            | Issues                          |
| 2000                                              | „Make Me Bad"                                            | 114 | 9  | 7  | 98 | —  | —  | —  | —  | —  | 25  |            | Issues                          |
| 2000                                              | „Somebody Someone"                                       | —   | 23 | 23 | —  | —  | —  | —  | —  | —  | —   |            | Issues                          |
| 2002                                              | „Here to Stay"                                           | 72  | 4  | 4  | 12 | 44 | 34 | 35 | 15 | 58 | 12  | AUS: Zlatá | Untouchables                    |
| 2002                                              | „Thoughtless"                                            | 108 | 6  | 11 | —  | —  | 82 | 74 | 39 | —  | 37  |            | Untouchables                    |
| 2002                                              | „Alone I Break"                                          | —   | 19 | 34 | —  | —  | —  | —  | —  | —  | —   |            | Untouchables                    |
| 2003                                              | „Did My Time"                                            | 38  | 12 | 17 | 29 | 12 | 17 | 12 | 24 | 87 | 15  |            | Take a Look in the Mirror       |
| 2003                                              | „Right Now"                                              | 119 | 11 | 13 | —  | —  | —  | —  | —  | —  | —   |            | Take a Look in the Mirror       |
| 2004                                              | „Y'All Want a Single"                                    | —   | 23 | —  | —  | —  | —  | —  | —  | —  | —   |            | Take a Look in the Mirror       |
| 2004                                              | „Everything I've Known"                                  | —   | 30 | —  | —  | —  | —  | —  | —  | —  | —   |            | Take a Look in the Mirror       |
| 2004                                              | „Word Up!"                                               | 123 | 16 | 17 | 28 | 58 | 47 | 46 | —  | —  | —   |            | Greatest Hits Vol.1             |
| 2004                                              | „Another Brick in the Wall"                              | —   | 12 | 37 | —  | —  | —  | —  | —  | —  | —   |            | Greatest Hits Vol.1             |
| 2005                                              | „Twisted Transistor"                                     | 64  | 3  | 9  | 24 | 37 | 60 | 63 | 24 | 27 | 27  |            | See You on the Other Side       |
| 2006                                              | „Coming Undone"                                          | 79  | 4  | 14 | 54 | —  | —  | 86 | 49 | —  | 63  |            | See You on the Other Side       |
| 2006                                              | „Politics"                                               | —   | 18 | —  | —  | —  | —  | —  | —  | —  | —   |            | See You on the Other Side       |
| 2007                                              | „Freak on a Leash"                                       | 89  | 22 | 29 | —  | —  | —  | —  | —  | —  | —   |            | MTV Unplugged: Korn             |
| 2007                                              | „Evolution"                                              | 107 | 4  | 20 | —  | —  | —  | —  | —  | —  | 114 |            | Untitled                        |
| 2007                                              | „Hold On"                                                | —   | 9  | 35 | —  | —  | —  | —  | —  | —  | —   |            | Untitled                        |
| 2010                                              | „Oildale (Leave Me Alone)"                               | —   | 29 | 10 | —  | —  | —  | —  | —  | —  | —   |            | Korn III – Remember Who You Are |
| 2010                                              | „Let the Guilt Go"                                       | —   | 23 | —  | —  | —  | —  | —  | —  | —  | —   |            | Korn III – Remember Who You Are |
| 2011                                              | „Get Up!" (feat. Skrillex)                               | 108 | 10 | 26 | —  | —  | —  | —  | —  | —  | —   |            | The Path of Totality            |
| 2011                                              | „Narcissistic Cannibal" (feat. Skrillex, Kill the Noise) | —   | 12 | 24 | —  | —  | —  | —  | —  | —  | —   |            | The Path of Totality            |
| „—" značí neumisťující se písně v dané hitparádě. |                                                          |     |    |    |    |    |    |    |    |    |     |            |                                 |

### Video alba
| 1997                                                     | Who Then Now? - Vydáno: 18. března 1997 - Vydavatel: Immortal - Formát: VHS                                  | 2 | —  | US: Platinová |
| 2002                                                     | Deuce - Vydáno: 11. června 2002 - Vydavatel: Immortal - Formát: VHS, DVD                                     | 1 | —  | US: Platinová |
| 2002                                                     | Korn Live - Vydáno: 19. listopadu 2002 - Vydavatel: Immortal - Formát: DVD                                   | 1 | —  | US: Zlatá     |
| 2006                                                     | Live on the Other Side - Vydáno: 20. června 2006 - Vydavatel: Virgin - Formát: DVD, Blu-Ray                  | 2 | —  |               |
| 2006                                                     | Chopped, Screwed, Live and Unglued - Vydáno: 26. září 2006 - Vydavatel: Virgin - Formát: CD (+DVD)           | 7 | 27 |               |
| 2008                                                     | Live at Montreux 2004 - Vydáno: 13. května 2008 - Vydavatel: Eagle Rock Entertainment - Formát: DVD, Blu-Ray | — | —  |               |
| „—" znamená album, které se neumístilo v dané hitparádě. | |   |    |               |